# Гёрбиц, Анита
Анита Гёрбиц (венг. Görbicz Anita; род. 13 мая 1983, Веспрем) — венгерская гандболистка, разыгрывающая. Известная по выступлениям за клуб «Дьёр ЭТО». Выступала за сборную Венгрии. Лучшая гандболистка мира 2005 года.

## Достижения

### Клубные
- Чемпионат Венгрии:
  - Чемпионка: 2005, 2006, 2008, 2009, 2010, 2011, 2012, 2013, 2014, 2016, 2017, 2018, 2019
  - Серебряный призёр: 2000, 2004, 2007, 2015
  - Бронзовый призёр: 1999, 2001, 2002, 2003
- Кубок Венгрии: 
  - Победительница: 2005, 2006, 2007, 2008, 2009, 2010, 2011, 2012, 2018, 2019, 2021
  - Финалистка: 2000, 2002, 2004, 2017
- Лига чемпионов ЕГФ: 
  - Победительница: 2013, 2014, 2017, 2018, 2019
  - Финалистка: 2009, 2012, 2016
  - Полуфиналистка: 2007, 2008, 2010, 2011
- Кубок обладателей Кубков ЕГФ: 
  - Финалистка: 2006
  - Полуфиналистка: 2003
- Кубок ЕГФ:
  - Финалистка: 2002, 2004, 2005

### В сборной
- Чемпионат мира (U-20): 
  - Серебряный призёр: 2001
- Чемпионат мира:
  - Серебряный призёр: 2003
  - Бронзовый призёр: 2005
- Чемпионат Европы: 
  - Бронзовый призёр: 2004, 2012
- Олимпийские игры:
  - 4-е место: 2008

### Индивидуальные
- Гандболистка года по версии ИГФ: 2005
- Гандболистка года в Венгрии: 2005, 2006, 2007, 2013, 2014, 2017[1]
- Лучший бомбардир чемпионата Венгрии: 2008
- Игрок символической сборной чемпионатов мира: 2003, 2005, 2007
- 2-е место в рейтинге лучших бомбардиров Олимпийских игр: 2008
- Prima Award: 2009
- Лучший бомбардир Лиги чемпионов ЕГФ: 2012